# П'ять добрих імператорів
П'ять добрих імператорів (лат. Quinque imperatores boni) — римські імператори, які правили в 96–180 роках. Інша назва — П'ять хороших імператорів. У хронологічному порядку:
- Нерва (96–98)
- Траян (98–117)
- Адріан (117–138)
- Антонін Пій (138–161)
- Марк Аврелій (161–180, його співправителем був Луцій Вер у 161–169 рр.)[2]

Наступність в епоху «п'яти добрих імператорів» відбувалась мирним шляхом — кожен імператор мирно приймав свого наступника. Їхнє правління в першому і другому столітті вважалося золотою добою римської держави.

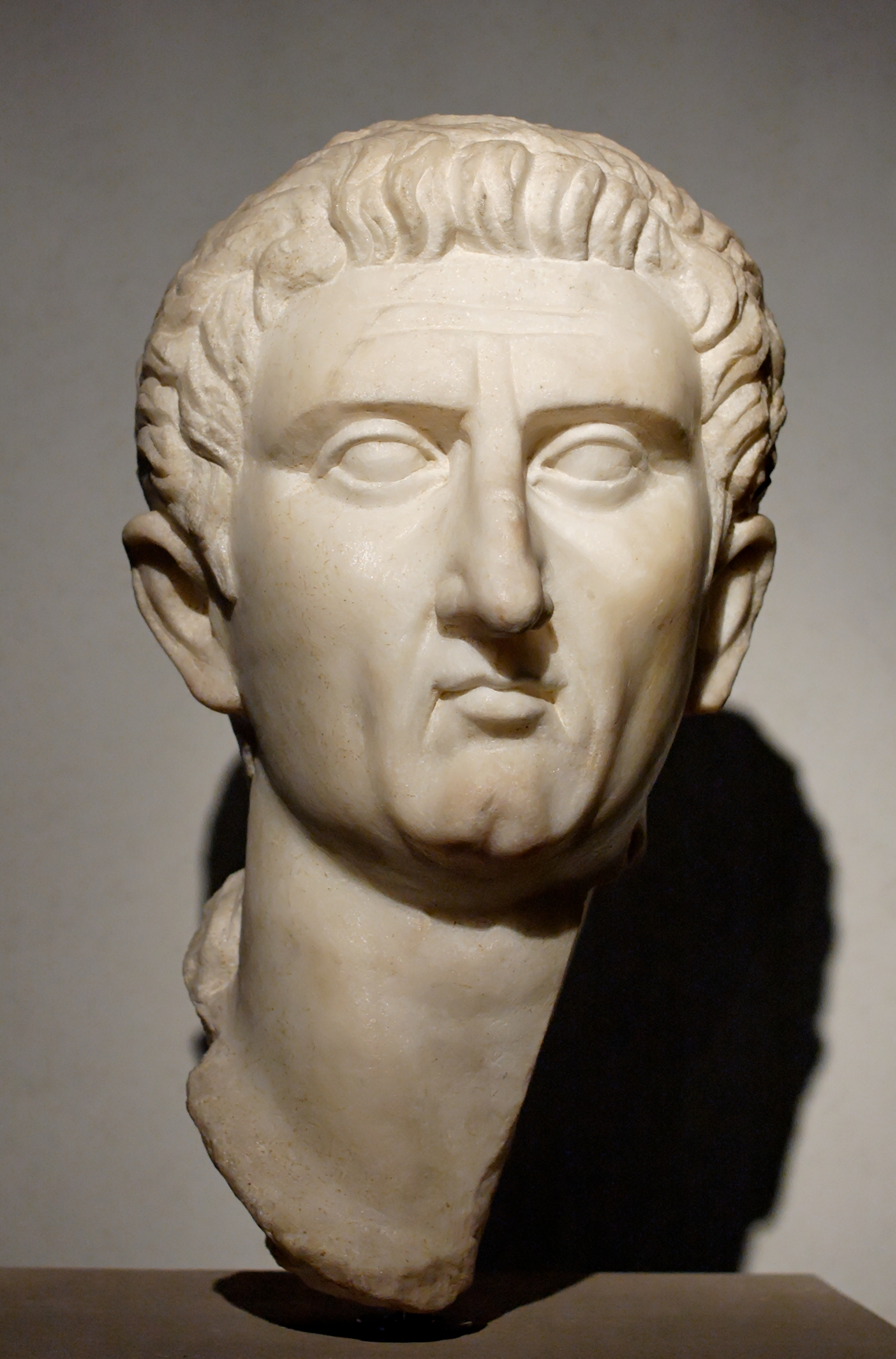
Марк Кокцей Нерва
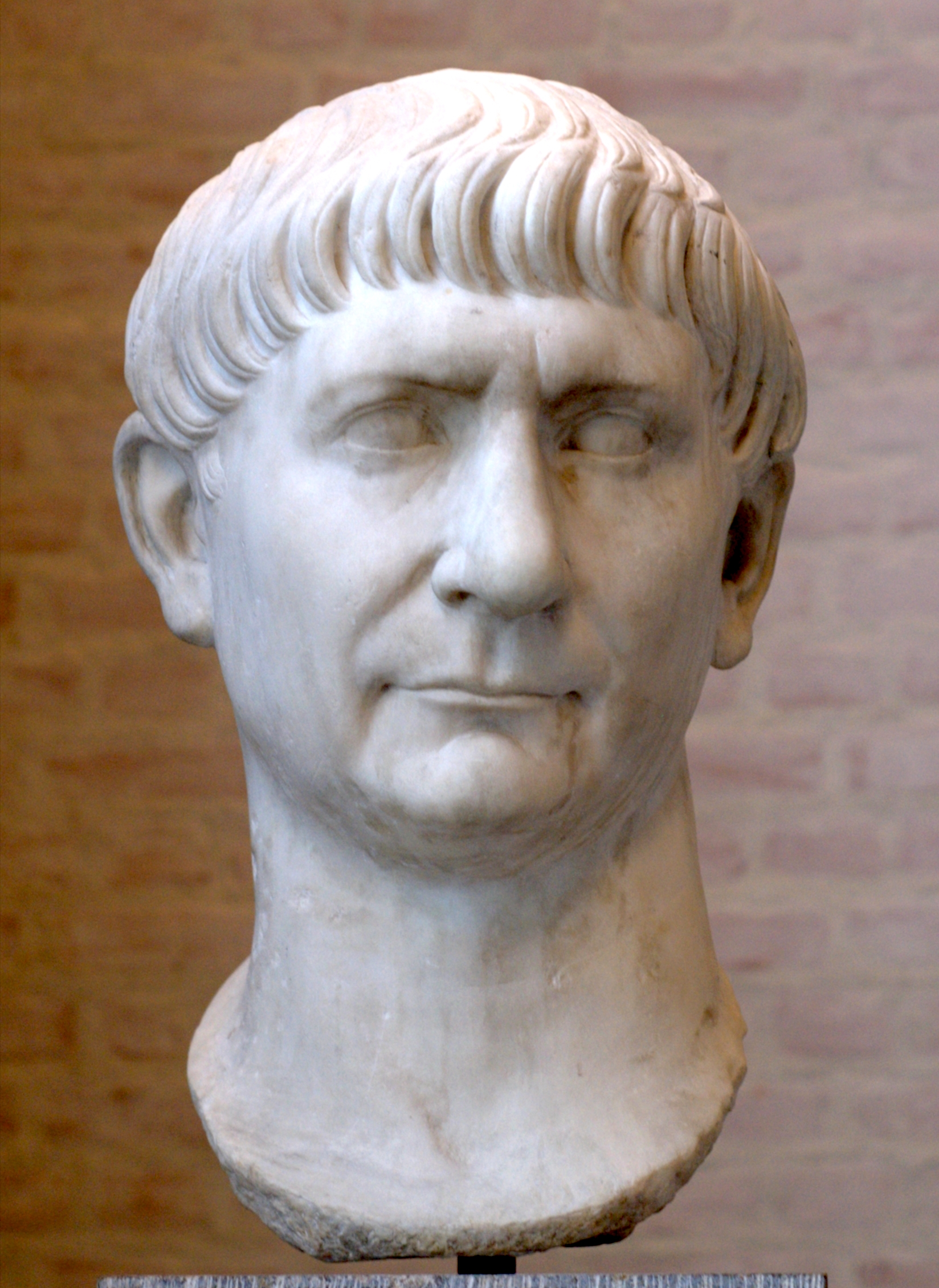
Марк Ульпій Нерва Траян
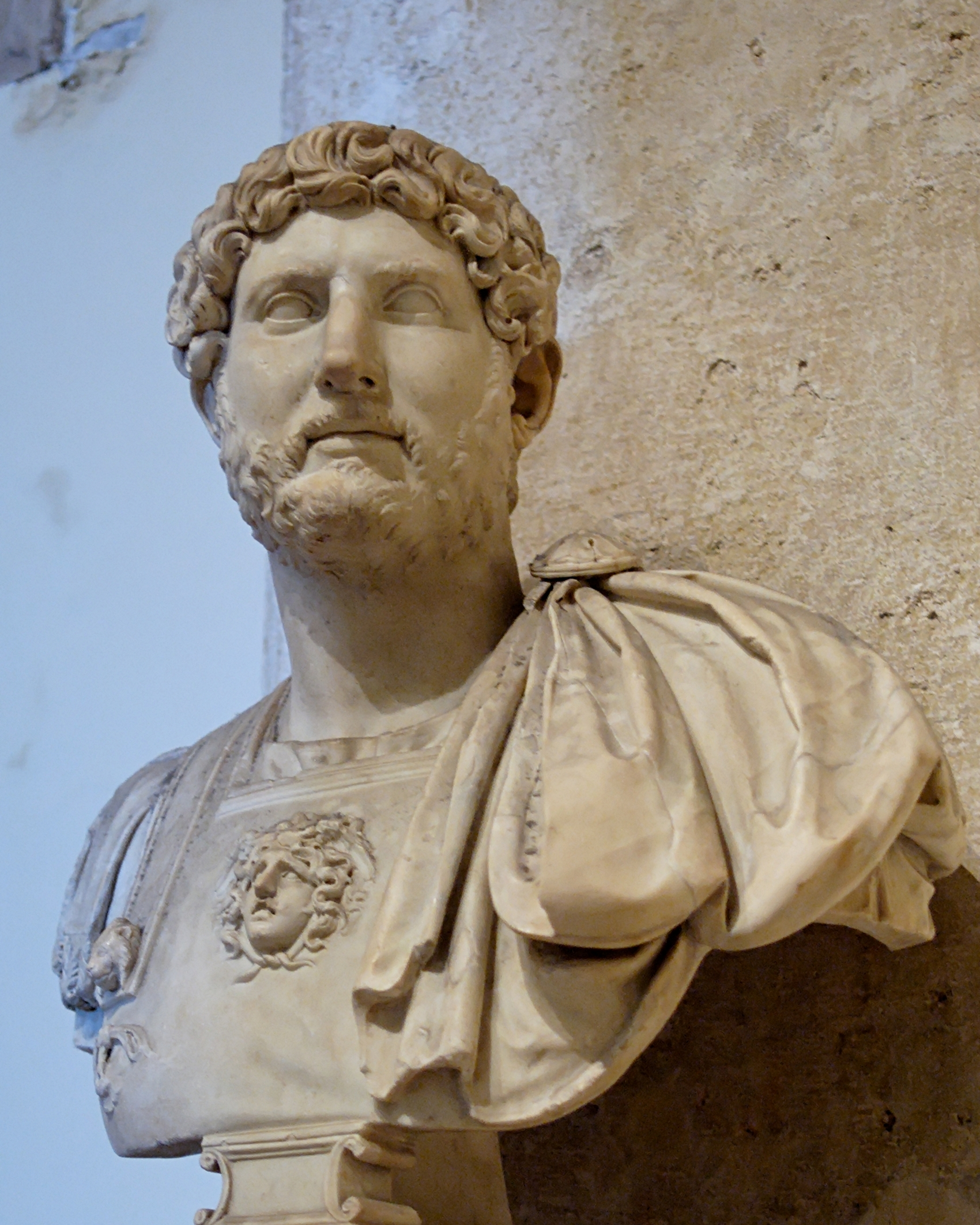
Пу́блій Е́лій Трая́н Адріан
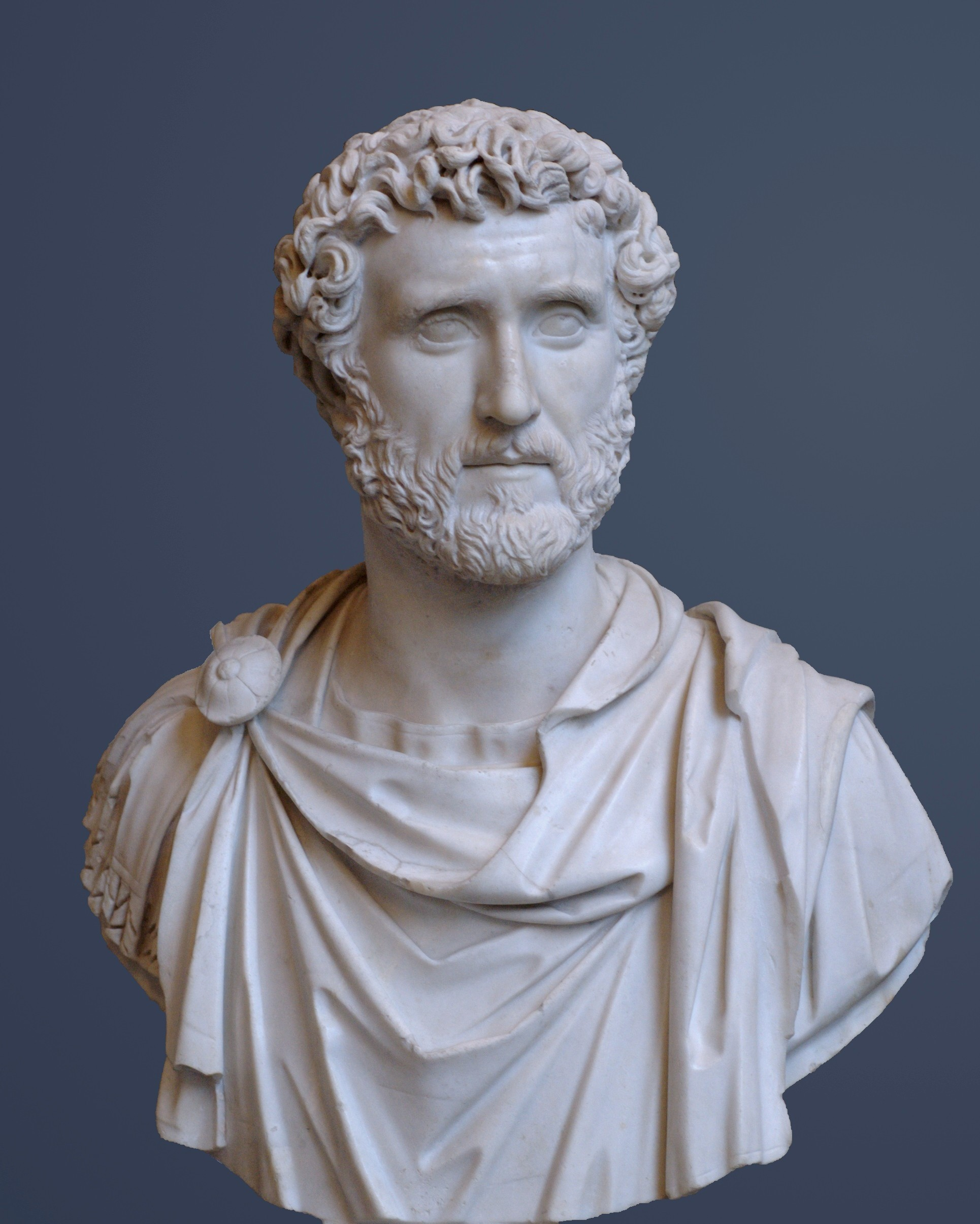
Тіт Елій Цезар Антонін (Антонін Пій)
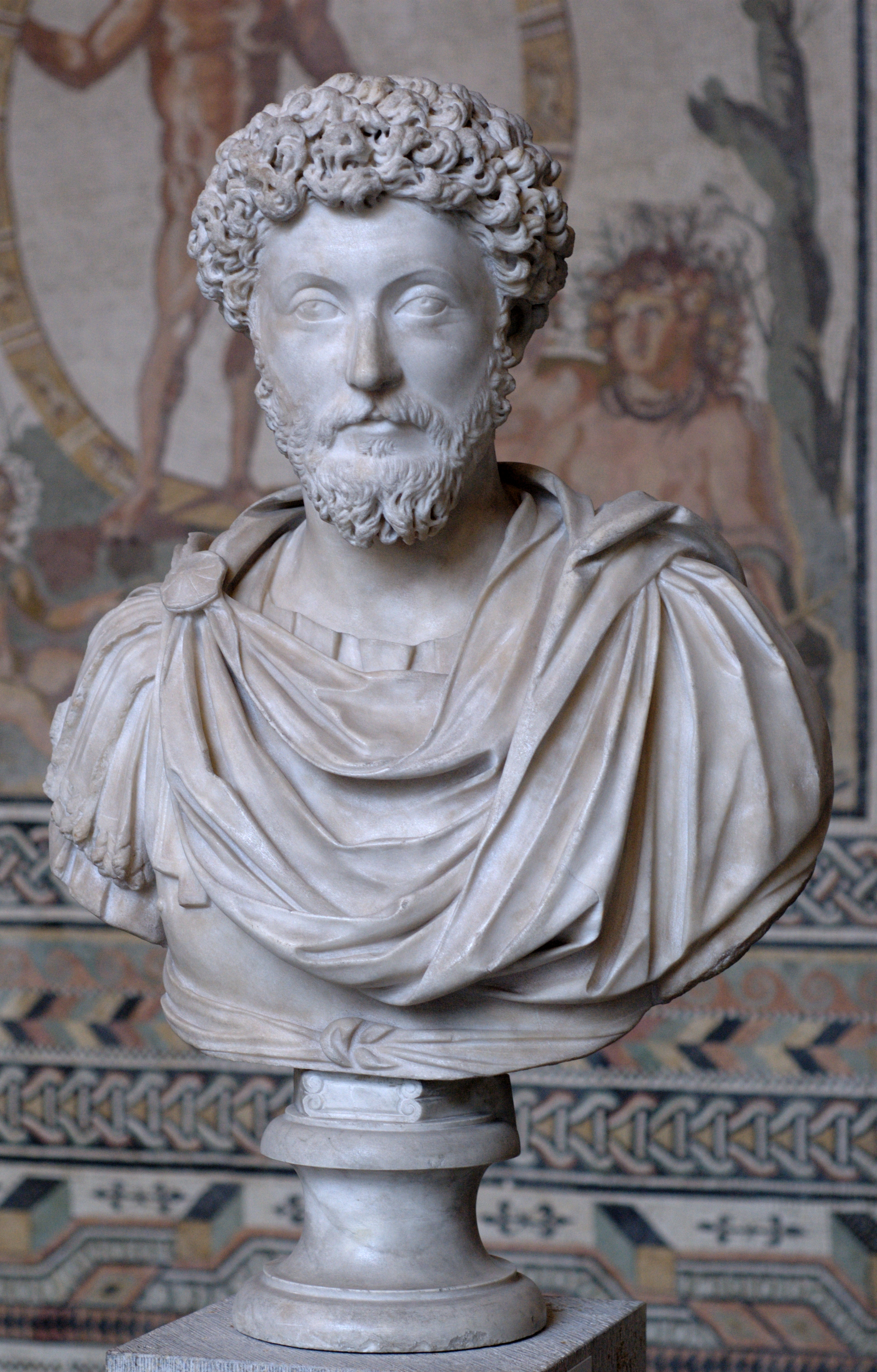
Марк Аврелій Антонін